# 福本日南
福本 日南（ふくもと にちなん、安政4年5月23日（1857年6月14日） - 大正10年（1921年）9月2日）は、日本のジャーナリスト、政治家、史論家。

## 経歴
平野国臣とも親交のある勤王家であった、福岡藩士である国学者の福本泰風の長男として福岡に生まれる。本名は福本誠。幼名は巴。日南はその号。藩校修猷館に学び、長崎において谷口藍田（中秋）に師事し、更に上京して岡千仭に師事して専ら漢籍を修めた。明治9年（1876年）7月司法省法学校（東京大学法学部の前身）に入学するも、「賄征伐」事件（寮の料理賄いへ不満を抱き、校長を排斥しようとした事件）で、明治12年（1879年）4月原敬・陸羯南・国分青崖・加藤恒忠らと共に退校処分となる。
明治15年（1882年）から明治19年（1886年）にかけて北海道開拓に情熱を注ぎ、明治21年（1888年）、同じく南進論者である菅沼貞風と知友となり、フィリピン開拓のため、当時スペイン領であったフィリピンのマニラに菅沼と共に渡ったが、菅沼が現地で急死したため、計画は途絶した。
帰国後、政教社同人を経て、明治22年（1889年）2月陸羯南・国分青崖・古島一雄らと新聞『日本』を創刊し、数多くの政治論評を執筆する。日本新聞社の後輩には正岡子規がおり、子規は生涯日南を尊敬していたという。明治24年（1891年）7月、小沢豁郎、白井新太郎と共に発起人となり、アジア諸国および南洋群島との通商・移民のための研究団体である東邦協会を設立する。その後、孫文の中国革命運動の支援にも情熱を注いでいる。
明治38年（1905年）11月、招かれて玄洋社系の「九州日報」（福陵新報の後身、西日本新聞の前身）の主筆兼社長に就任する。
明治41年（1908年）5月第10回衆議院議員総選挙に憲政本党から立候補し当選。同年、『元禄快挙録』（現在は岩波文庫全3巻）の連載を九州日報紙上で開始。大正5年（1916年）12月中央義士会を設立し、初代幹事長に就任する。
大正10年（1921年）、千葉県の大多喜中学校で講演中に脳溢血で倒れ死去。青山霊園(1イ2-10,11)に葬られた。

## 人物
- 南進論を主張したことでも知られ、フィリピン植民事業を志して現地で病没した旧友・菅沼貞風の遺著『大日本商業史 附平戸貿易史』を校訂のうえ明治26年（1893年）に刊行した。
- 明治31年（1898年）から翌年にかけてパリ・ロンドンに滞在しており、ロンドンにおいて南方熊楠と出会う。この時の交遊を描いた随筆「出てきた歟（か）」を明治43年（1910年）に大阪毎日新聞に連載し、熊楠を日本に初めて紹介したとされる。

## 『元禄快挙録』の功績と問題点
赤穂浪士称讃の立場にたつ日南が忠臣蔵の巷説・俗説を排して史実をきわめようと著わしたものであり、日露戦争後の近代日本における忠臣蔵観の代表的見解を示し、現在の忠臣蔵のスタイル・評価を確立する。
ただし巷説などを排したと言いつつ、日南の文章には史実と異なる記述や、史実かどうか疑問の内容が随所に見られる。
- 大石内蔵助が佩刀をすらりと抜き、吉良上野介を喉元から鳩尾にかけて貫き殺した[4]。

（史実では吉良を斬殺したのは武林隆重である。）
- 赤穂義士は討ち入りの引き上げで、深夜にもかかわらず酒屋に勝手に入り「酒を出せ」と脅した。主人は恐れ戦き、無理やり酒を出させられた。義士たちは酒樽を運び出し、大高子葉（源五）らが中心になり午前六時まで騒いだ[5]。

（『ちくま味噌』現当主・竹口作兵衞は「当時の店主は、赤穂義士に脅されて仕方なく、酒や料理を出したのである」と述べている。実際の義士一行は上杉家や津軽家の追撃を警戒し、飲食せずに泉岳寺に急いでいる。一行が粥をたくさん食べたのは泉岳寺においてである。）
- 細川家お預かりで大石内蔵助は、世話役の堀内伝右衛門からまるで相手にされなかったので文句を言った[7]。「内蔵助は切腹の場に臨み、其の態度が甚だ看悪かつた」とゝいふ。

（『元禄快挙別録』で日南を補筆した三田村鳶魚も「大石の切腹は見苦しかった」と記すが、『江赤見聞記』では「大石の介錯を仕損じ、大声を出したので首を二度斬りをした」とあるが『堀内伝右衛門覚書』では「切腹に時間がかかった」と書かれている。）

## 著書
- 『北門時事』丸善 1882.2
- 『フィリッピーヌ群島ニ於ケル日本人』日南居士 博聞社 1889.4
- 『海国政談』日本新聞社 (日本叢書)　1892
- 『新建国』博文館 1900.2
- 『現欧洲』耕読社 1900.6
- 『愛国本義』金港堂 1904.5
- 『大学 附・大学の社会的事業』隆文館 1907.11
- 『元禄快擧録』啓成社 1909
  - 『元禄快挙録』岩波文庫 全3巻 1939-40、改版1982。解説松島栄一／「明治文学全集90」筑摩書房 1977
- 『直江山城守』東亜堂 1910.6
- 『日南集』東亜堂 1910
- 『英雄論』東亜堂 1911.12
- 『黒田如水』東亜堂書房 1911.5／福岡市文学館選書 2013
- 『日南草廬集』岡部春秋堂 1912.4
- 『カイゼル』植竹書院(文明叢書)1914
- 『大石内蔵助』養賢堂 1914
- 『元禄快挙真相録』東亜堂書房 1914
- 『豊太閤』植竹書院 1914
- 『栗山大膳』実業之日本社 1915
- 『大勢史眼』至誠堂書店 1915
- 『清教徒神風連』実業之日本社 1916
- 『堀部安兵衛』中央義士会 1917
- 『大阪陣』南北社出版部 1918
- 『石臼のへそ』東亜堂書房 1919
- 『大阪城の七将星』文会堂書店 1921／東洋書院 1980
- 『義士大観解説』義士会出版部 1921
- 『菅沼貞風略伝』東半球協会 1941
- 『日南歌集』今田哲夫校註　春陽堂書店(新文庫) 1942